# وصل (فرنسية)
الوصل في اللغة الفرنسية (liaison وتلفظ ‎[ljɛzɔ̃]‏) هو التغير اللفظي الحاصل للكلمة عند وصلها بكلمة أخرى تبدأ بحرف مصوت.

## أمثلة
- faux-ami تقرأ ‎[fo.z‿a.mi]‏. عند الفصل، faux تلفظ [fo] وami تلفظ [a.mi].